# Squatina caillieti
Squatina caillieti là một loài cá mập trong chi Squatina, chi duy nhất còn sinh tồn trong họ và bộ của nó. Loài này được J. H. Walsh, Ebert & Compagno miêu tả khoa học đầu tiên năm 2001.